# Bas-Lieu
Bas-Lieu is een gemeente in het Franse Noorderdepartement (regio Hauts-de-France) en telt 366 inwoners (1999). De plaats maakt deel uit van het arrondissement Avesnes-sur-Helpe.

## Geografie
De oppervlakte van Bas-Lieu bedraagt 7,6 km², de bevolkingsdichtheid is 48,2 inwoners per km².
De onderstaande kaart toont de ligging van Bas-Lieu met de belangrijkste infrastructuur en aangrenzende gemeenten.

## Demografie
Onderstaande figuur toont het verloop van het inwonertal (bron: INSEE-tellingen).